# Marilyn Nelson
Marilyn Nelson (nacida el 26 de abril de 1946 en EE. UU.) es poeta, traductora y autora de libros infantiles.  Profesora emérita en la Universidad de Connecticut, ex poetisa laureada de Connecticut, y ganadora del Premio NSK Neustadt en literatura infantil en 2017.  De 1978 a 1994 publicó bajo el nombre de Marilyn Nelson Waniek.  Es autora y traductora de más de veinte libros y cinco libros de poesía para adultos y niños.  Si bien la mayor parte de su trabajo trata temas históricos, en 2014 publicó una memoria, titulada Cómo descubrí la poesía, nombrada como uno de los mejores libros de 2014 por la NPR.

## Primeros años
Nelson nació el 26 de abril de 1946 en Cleveland, Ohio. Hija de Melvin M. Nelson,  militar estadounidense en la Fuerza Aérea, y de la maestra Johnnie Mitchell Nelson .  Se crio en las bases militares y comenzó a escribir en la escuela primaria.  Se licenció en la Universidad de California en Davis, obtuvo una máster por la Universidad de Pensilvania en 1970, y un doctorado por la Universidad de Minnesota en 1979.

## Carrera
Marilyn Nelson es profesora emérita de inglés en la Universidad de Connecticut, fundadora y directora de Soul Mountain Retreat.  Fue poeta laureada del estado de Connecticut desde 2001 hasta 2006.
Entre su recopilación de poemas se incluyen The Homeplace (Louisiana State University Press), ganador del Premio Anisfield-Wolf de 1992 y fue finalista del Premio Nacional del Libro 1991; y The Fields Of Praise: New And Selected Poems (Louisiana State University Press), que ganó el Premio de los Poetas en 1999 y fue finalista del Premio Nacional del Libro de 1997.  Fue galardonada con dos becas de escritura creativa NEA (National Endowment for the Arts) , el Premio de las Artes de Connecticut de 1990, una beca Fulbright Teaching  y una beca Guggenheim en 2001.  En 2011, durante un semestre, fue miembro de la Fundación Brown en la Universidad del Sur en Sewanee, Tennessee . La Poetry Society of America le otorgó la Medalla Frost en 2012, y fue elegida rectora de la Academia de Poetas Americanos en 2013.

## Trabajos publicados
Libros de poesía
- Sweethearts of Rhythm: The Story Of The Greatest All-Girl Swing Band In The World (Dial Books, 2009, Ilustrador Jerry Pinkney, ISBN 9780803731875)
- The Freedom Business: Including A Narrative of the Life and Adventures of Venture, a Native of Africa (Front Street, 2008, ISBN 978-1-932425-57-4)
- A Wreath for Emmett Till (Houghton Mifflin, 2005, Ilustrador Philippe Lardy, ISBN 978-0-618-39752-5)
- The Cachoeira Tales, and Other Poems (Louisiana State University Press, 2005, ISBN 978-0-8071-3064-3)
- Fortune’s Bones: The Manumission Requiem (Front Street, 2004, notas y anotaciones por Pamela Espeland)
- Carver, a Life in Poems (Front Street, 2001, ISBN 978-1-886910-53-9)
- The Fields of Praise: New and Selected Poems (Louisiana State University Press, 1997, ISBN 978-0-8071-2175-7)
- Magnificat (Louisiana State University Press, 1994, ISBN 978-0-8071-1921-1)
- The Homeplace (Louisiana State University Press, 1990, ISBN 978-0-8071-1641-8)
- Mama's Promises (Louisiana State University Press, 1985, ISBN 978-0-8071-1250-2)
- For the Body (Louisiana State University Press, 1978, ISBN 978-0-8071-0464-4)

Folletos
- She-Devil Circus (Aralia Press, 2001)
- Triolets for Triolet (Curbstone Press, 2001)
- Partial Truth (El Kutenai Prensa, 1992)
- The Freedom Business: Connecticut Landscapes Through the Eyes of Venture Smith (Lyme Historical Society, Florence Griswold Museum, 2006, ilustrado con pinturas estadounidenses del Florence Griswold Museum)

Libros en colaboración
- Miss Crandall’s School for Young Ladies and Little Misses of Color (Wordsong, 2007, con Elizabeth Alexander, ilustrado por Floyd Cooper,   )
- Pemba’s Song: A Ghost Story (Scholastic Press, 2008, con Tonya Hegamin)
- The Cat Walked Through the Casserole (Carolrhoda Books, 1984, con Pamela Espeland, varios ilustradores)

Traducciones
- The Ladder por Halfdan Rasmussen (traducido del danés, Candlewick, 2006, ilustrado por Pierre Pratt)
- The Thirteenth Month by Inge Pedersen (traducido del danés, Oberlin College Press, 2005)
- Hecuba by Euripides, in Euripides I, Penn Greek Drama Series (traducido de traducciones inglesas anteriores, University of Pennsylvania Press, 1998)
- Hundreds of Hens and Other Poems for Children por Halfdan Rasmussen (traducido del danés , Black Willow Press, 1982, con Pamela Espeland, ilustraciones por D.M. Robinson)

Libros infantiles
- Snook Alone (Candlewick Press, 2010, ilustrado por [./https://en.wikipedia.org/wiki/Timothy_B._Ering Timothy Basil Ering], ISBN 978-0-7636-2667-9)
- Beautiful Ballerina (Scholastic Press, 2009, fotografías por Susan Kuklin, ISBN 978-0-545-08920-3)
- The Cat Walked Through the Casserole (Carolrhoda Books, 1984)

En Antología
Ghost Fishing: An Eco-Justice Poetry Anthology (University of Georgia Press, 2018)

## Premios y reconocimientos
- Premio Annisfield-Wolf(1991)
- Beca Fulbright(1992)
- National Book Award, finalista en la categoría de poesía(1995)
- Premio de los Poetas(1997) por The Fields of Praise: Poemas nuevos y seleccionados(1999)
- Beca de prácticas contemplativas American Council of Learned Societies(2000)
- Poeta Laureada por el Estado de Connecticut, Comisión de las Artes de Connecticut (2001)
- Beca de la Fundación JS Guggenheim Memorial (2001)
- Boston Globe / Horn Book Award y finalista del National Book Award en la categoría de literatura juvenil (2001)
- Premio de Honor Coretta Scott King(2002)
- Premio Flora Stieglitz Straus para obras de no-ficción(2001)
- La designación Newbery Honor(2002)
- Coretta Scott King Book Award (2005)
- Premio Michael L. Printz(2006)
- Premio de Poesía Lee Bennett Hopkins(2006)
- Premio de Honor del Coretta Scott King (2006)
- Connecticut Book Awards, 2006,[10]
- Premio NSK Neustadt para literatura infantil, 2017.[11]